# 최형선 (국악인)
최형선(1984년 ~)은 대한민국의 국악인, 리포터로, 국가무형문화재 제5호 판소리 이수자이다.

## 학력
- 도쿄예술대학대학원 음악연구과
- 중앙대학교 판소리 학사
- 남원국악예술고등학교 판소리

## 방송
- 6시 내고향
- 내일은 미스트롯 2 (2020) - Top49(48위)

## 공연
- 대를잇는 예술혼 (2012)
- 제42회 판소리유파대제전 - 판소리 명창들의 향연 (2012)
- 러브인 아시아
- 평강온달전 (2010)
- 은세계
- 심청 (2008)

## 음반
- MBC 마당놀이 평강온달전 OST (2010)

## 수상
- 제18회 일본 고토신페이 니토베이나조 기념 전국 고교생유학생 작문콩쿨대회 최우수상 (2016)
- 대한민국향토가요제 금상 (2013)
- 전라북도교육감 표창 (2002)